# ویجیاوادا
شهر ویجیاوادا (به انگلیسی: Vijayawada) با جمعیت ۹۷۱٫۷۱۱ نفر در ایالت آندرا پرادش در کشور هند واقع شده‌است.

## نگارخانه

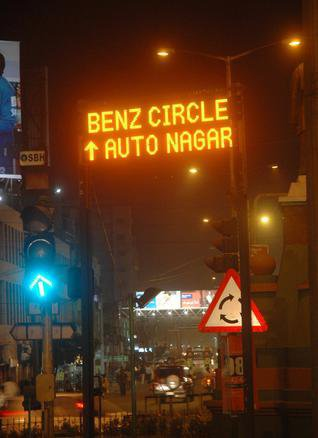
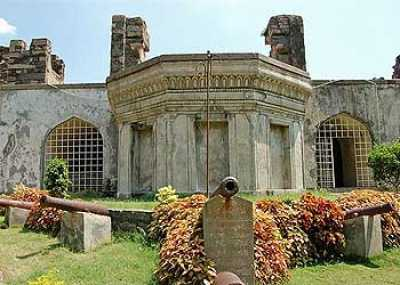
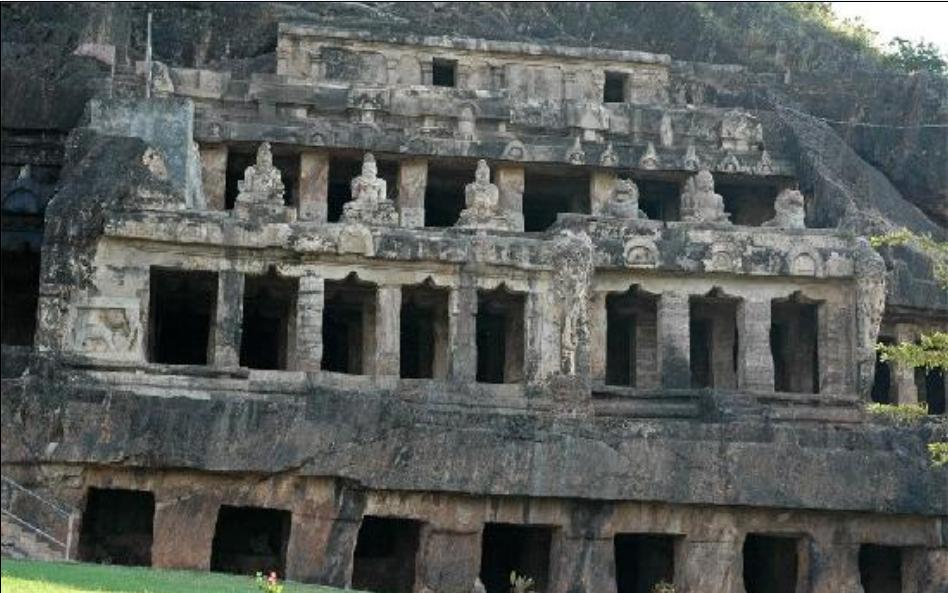
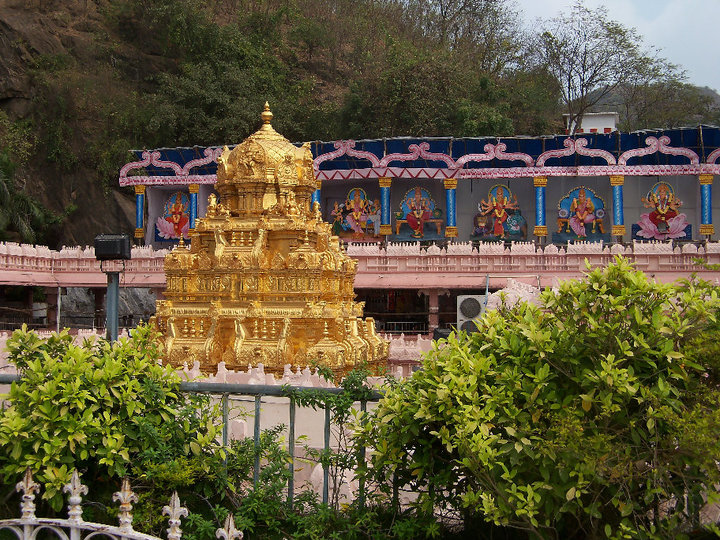
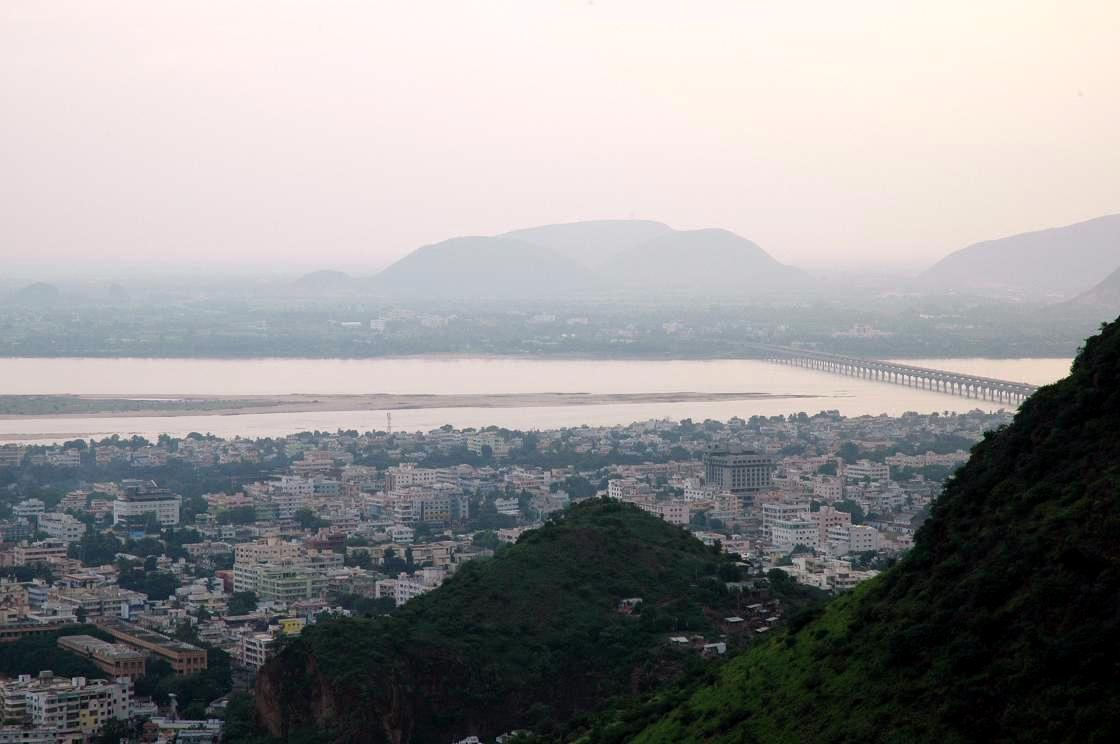
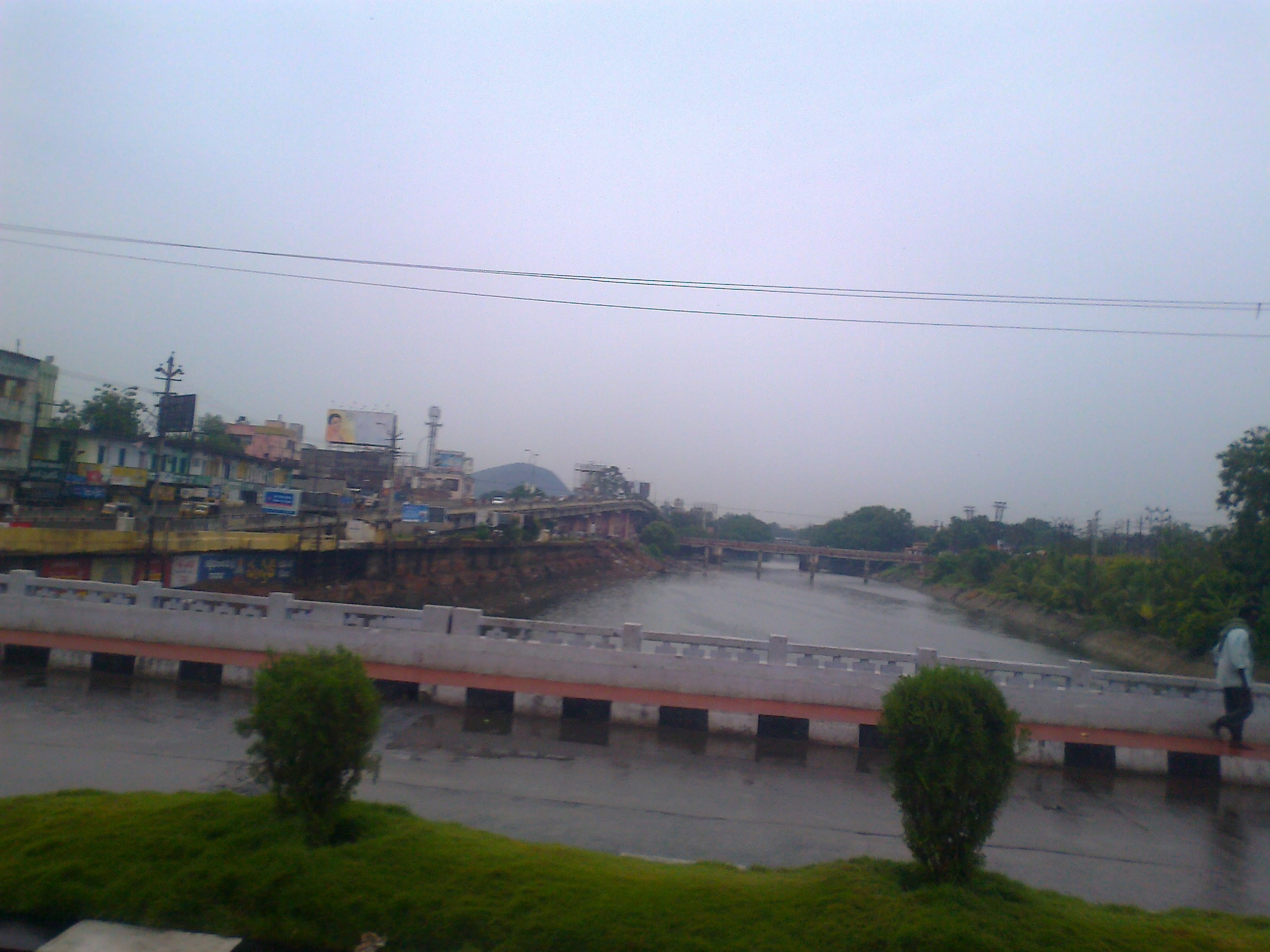